# Protoadapis
Il protoadapi (gen. Protoadapis) è un primate estinto, appartenente agli notarctidi. Visse nell'Eocene medio (circa 48 - 45 milioni di anni fa) e i suoi resti fossili sono stati ritrovati in Europa (Germania, Francia, Inghilterra).

## Descrizione
Questo animale simile a un lemure era di dimensioni medio-piccole, e il peso doveva essere compreso tra 1 e 3 chilogrammi. L'aspetto doveva essere molto simile ad altri adapidi più antichi, come Cantius e Donrussellia, ma alcune caratteristiche dentarie lo differenziavano. Rispetto alle forme più arcaiche, infatti, Protoadapis era sprovvisto del primo premolare: la formula dentaria era quindi 2:1:3:4. Questo animale possedeva grandi canini, e il terzo premolare inferiore era più grande del quarto. La presenza di una tacca sul trigonide a forma di V lo distingueva dall'assai simile Pronycticebus. I due rami della mandibola non erano ancora fusi. 

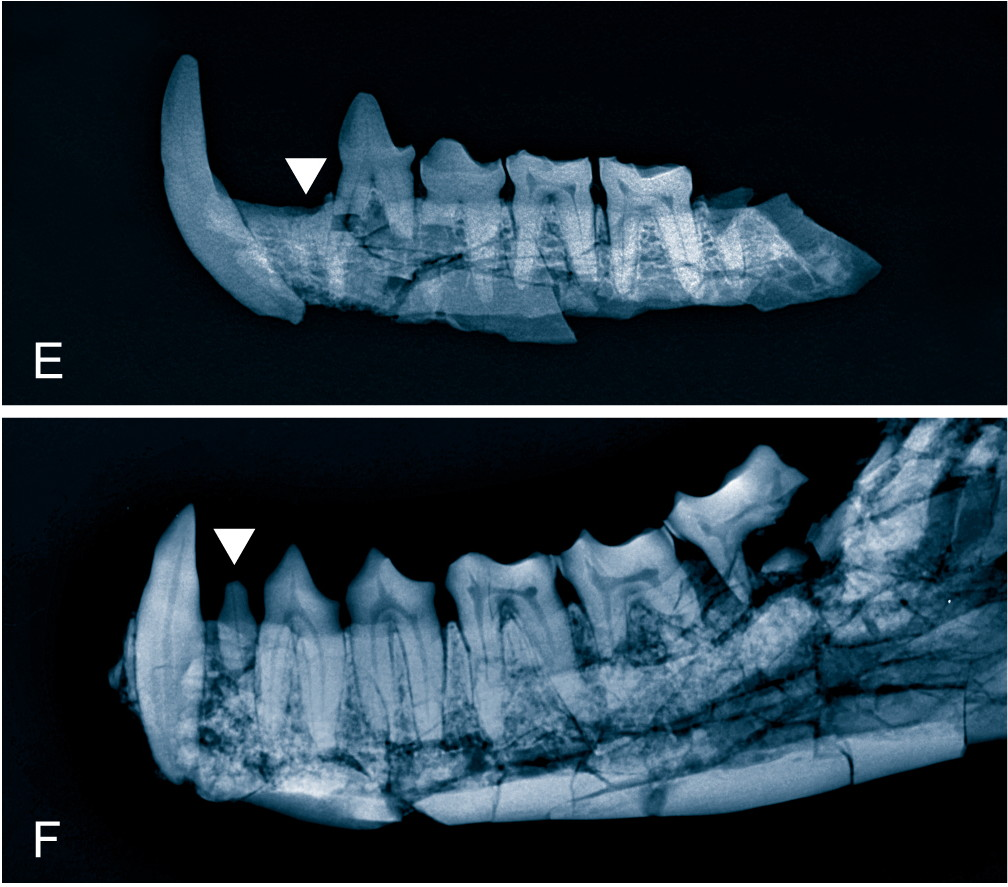
Mandibole di P. ignoratus (E) e P. weigelti (F). Le frecce indicano la posizione del secondo premolare inferiore.

## Classificazione
Protoadapis venne descritto per la prima volta nel 1878 da Victor Lemoine, che classificò alcuni fossili di primati provenienti dalla Francia. La specie tipo è P. curvicuspidens, ma nel corso degli anni sono state ascritte numerose specie a questo genere, tanto da renderne complicata la tassonomia. Tra le varie specie, si ricordano P. filholi, P. lemoinei, P. recticuspidens, P. russelli, P. louisi, P. ignoratus, P. weigelti, P. ulmensis, P. andrei e P. muechelnensis. Sembra che la più antica e primitiva fra queste fosse P. louisi, che potrebbe aver dato origine a Periconodon e alle altre specie di Protoadapis. Alcune di queste, a loro volta, potrebbero essere le antenate di Pronycticebus e di Europolemur (Szalay e Delson, 1979).